# 马岛猬属
馬島猬屬（学名：Tenrec）为哺乳綱非洲猬目马岛猬科的一屬，而與馬島猬屬（馬島猬）同科的動物尚有大馬島猬屬（大馬島猬）、紋猬屬（紋猬）等之數種哺乳動物。

## 下属物种
本属包括以下物种：
- 馬島猬 Tenrec ecaudatus (Schreber, 1778)